# Si yo fuera Dios
Si yo fuera Dios es el noveno álbum de estudio de la banda española Los Suaves publicado el 6 de octubre de 2003.

## Temas
1. "Judas" (6:35)
2. "Viejo" (5:03)
3. "11 minutos" (8:01)
4. "Tormenta" (2:58)
5. "Libertad" (3:25)
6. "Si yo fuera Dios" (8:47)
7. "Mi casa" (7:42)
8. "Ojos" (2:38)
9. "Noche" (8:45)
10. "Ya nos vamos" (3:57)

## Personal
- Yosi Domínguez: Voz
- Alberto Cereijo: Guitarra
- Charly Domínguez: Bajo
- Tino Mojón: Batería
- Fernando Calvo: Guitarra